# アヴェンジャー級掃海艦
アヴェンジャー級掃海艦（アヴェンジャーきゅうそうかいかん、英語: Avenger-class mine countermeasures ship）は、アメリカ海軍の掃海艦の艦級。アメリカ海軍では対機雷戦艦艇 (mine countermeasures ship) と呼称している。ネームシップの建造費は9,970万ドル（約249億円）であった。

## 来歴
1970年代初期、優勢なアメリカ海軍原子力潜水艦に対抗して、ソビエト連邦軍は機雷の高性能化・深深度化を進めており、アンテナ機雷や短係止上昇式機雷のなかには水深2,000メートルまで敷設可能なものも出現してきた。このような深深度に敷設された機雷には、従来の掃海艇では対処困難であり、海中を航行する潜水艦にとって大きな脅威となった。
当時のアメリカ海軍はヘリコプターによる航空対機雷戦に注力していたが、これは深深度掃海には不向きであった。また1973年のベトナム掃海作戦などの戦訓もあって、アグレッシブ級などの大型掃海艇（MSO）の後継として、外洋型掃海・機雷掃討艦艇の開発を進めていた。これによって建造されたのが本級である。

## 設計

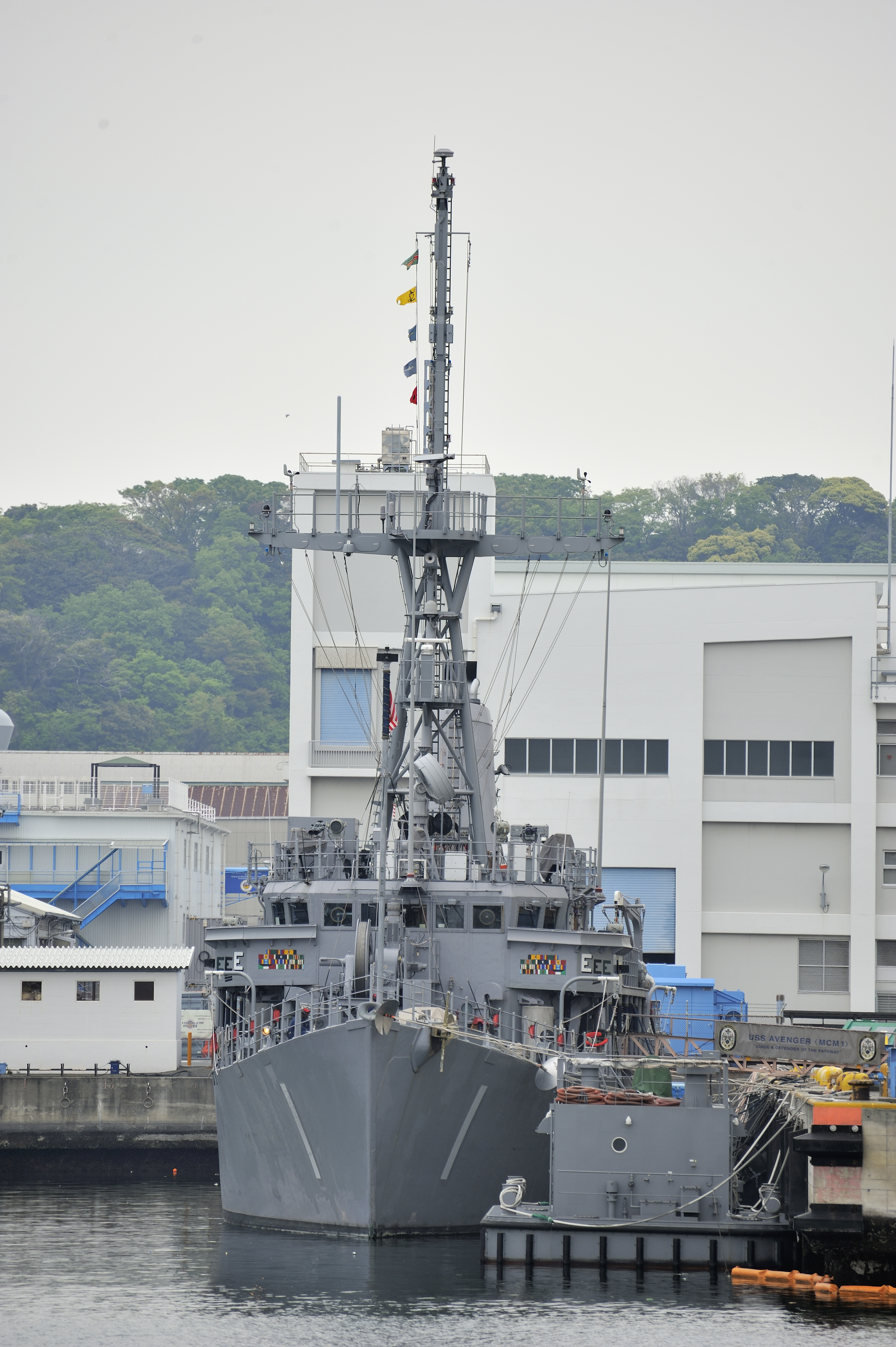
横須賀港（横須賀市）における「アヴェンジャー」

磁気機雷への触雷を防ぐため、船体は非磁性化する必要があり、アグレッシブ級と同様の木造構造となっている。一方、深深度掃海のための各種装備を収容する必要から大型化しているため、所定の強度を確保するための配慮がなされている。長船首楼船型を採用し、全長の4分の3程度を占める船首楼甲板を強度甲板とすることで、縦強度の保持および部材寸法の上昇を抑えている。なお安定性の問題から、就役後に主船体を1.8メートル延長する改修が行われた。
外板は、内側2層は30度の両矢羽張り、3層目は厚板を前後方向に、そして最外層は薄板を片矢羽に張っている。合計厚さは114ミリメートル、すべて接着である。フレーム部材は254×457ミリメートル、1.07メートルおきに配されている。なお外板と甲板はガラス繊維強化プラスチックでオーバーレイアップされている。
主機関としては、ディーゼルエンジン4基で2軸の可変ピッチ・プロペラを駆動するCODAD方式を採用している。このディーゼルエンジンは、初期建造艦ではウォキショーL-1616（単機出力570馬力）が搭載されていたが、3番艦以降ではイソッタ・フラスキーニID36 SS6V-AM（単機出力650馬力）に強化された。一方、静音性が要求される掃討時には、低速電動機（単機出力200馬力）2基による電気推進を行う。また精密な操艦のため、全周旋回式のバウスラスターも備えている。なお、ID36 SS6V-AMには信頼性の問題が指摘されている。
電源としては、主機関と同型のディーゼルエンジンを原動機とする発電機を3セット搭載して、1,125キロワットの出力を確保している。さらに掃海発電機として、出力1,750キロワットのシーメンス-アリス-ソラー社製ガスタービン発電機も搭載される。

## 装備

### C4ISTAR
本型の対機雷戦システムの大きな特徴が、情報処理装置を中核としたシステム構築がなされている点である。その機種としては、当初はAN/SSN-2(V)精密統合航法システム（precision-integrated navigation system, PINS）およびAN/SYQ-13航法・指揮統制システムが用いられていた。その後、1994年より、イギリスのGEC-マルコーニ社のNAUTIS-Mのアメリカ版であるAN/SYQ-15に更新された。
機雷探知機としては、新開発のAN/SQQ-32が予定されていたが、開発が間に合わず、前期建造艦ではMSOで搭載されていたAN/SQQ-14を改良したAN/SQQ-30が搭載されており、6番艦よりAN/SQQ-32を装備化した。これは、可変深度ソナーとハル・ソナーを兼用するという点ではAN/SQQ-14/30と同様であるが、ヨーロッパのトムソン・シントラ社も開発に加わっており、NAUTIS-M掃海艇情報処理装置などと統合されてシステム化されている。

### 機雷掃討
上記の経緯より、本級では深深度掃海能力が付与されており、その最重要の装備となるのがMk.116 mod.0機雷処分システム（mine neutralization system, MNS）である。MNSの中核となるのがハネウェル社製のROVであるAN/SLQ-48機雷処分具で、これは重量1,136キログラム、出力15馬力の圧力モーター2基によって6ノットの速力を発揮できる。母艇給電式であり、ケーブル長は1,524メートル、運用深度は500メートルと推定されている。
その後、2012年より、使い捨て式のシーフォックス自走式機雷処分用弾薬（EMD）による更新が始まっている。

### 機雷掃海
本型は機雷掃海にも対応しており、下記のような掃海具が搭載されている。
AN/SLQ-38係維掃海具
いわゆるオロペサ型係維掃海具であり、タイプ0・サイズ1に相当する。
AN/SLQ-37感応掃海具
磁気機雷に対してはM-Mk.5、M-Mk.6、また音響機雷に対してはA-Mk.2、A-Mk.4(V)、A-Mk.6[B]が搭載された。

## 同型艦
| #      | 艦名                            | 起工            | 進水            | 就役            | 退役           |
| ------ | ------------------------------- | --------------- | --------------- | --------------- | -------------- |
| MCM-1  | アヴェンジャー USS Avenger      | 1983年 6月3日   | 1985年 6月15日  | 1987年 9月12日  | 2014年 9月30日 |
| MCM-2  | ディフェンダー USS Defender     | 1983年 12月1日  | 1987年 4月4日   | 1989年 9月30日  | 2014年 10月1日 |
| MCM-3  | セントリー USS Sentry           | 1984年 10月8日  | 1986年 9月20日  | 1989年 9月2日   |                |
| MCM-4  | チャンピオン USS Champion       | 1984年 6月28日  | 1989年 4月15日  | 1991年 2月8日   | 2020年 8月25日 |
| MCM-5  | ガーディアン USS Guardian       | 1985年 5月8日   | 1987年 6月20日  | 1989年 12月16日 | 2013年 2月15日 |
| MCM-6  | デヴァステイター USS Devastator | 1987年 2月9日   | 1988年 6月11日  | 1990年 10月6日  |                |
| MCM-7  | パトリオット USS Patriot        | 1987年 3月31日  | 1990年 5月15日  | 1991年 10月18日 |                |
| MCM-8  | スカウト USS Scout              | 1987年 6月8日   | 1989年 5月20日  | 1990年 12月15日 | 2020年 8月26日 |
| MCM-9  | パイオニア USS Pioneer          | 1989年 6月5日   | 1990年 8月25日  | 1992年 12月7日  |                |
| MCM-10 | ウォーリア USS Warrior          | 1989年 9月25日  | 1990年 12月8日  | 1993年 4月7日   |                |
| MCM-11 | グラディエイター USS Gladiator  | 1990年 5月7日   | 1991年 6月29日  | 1993年 9月18日  |                |
| MCM-12 | アーデント USS Ardent           | 1990年 10月22日 | 1991年 11月26日 | 1994年 2月18日  | 2020年 8月27日 |
| MCM-13 | デクストラス USS Dextrous       | 1991年 3月11日  | 1992年 6月20日  | 1994年 7月9日   |                |
| MCM-14 | チーフ USS Chief                | 1991年 8月19日  | 1993年 6月12日  | 1994年 11月5日  |                |